# ORaH
Chorwacki Zrównoważony Rozwój (chorw. Održivi razvoj Hrvatske, ORaH) – chorwacka partia polityczna o profilu lewicowym i ekologicznym.
Ugrupowanie założyła była minister ochrony środowiska Mirela Holy, która wystąpiła z Socjaldemokratycznej Partii Chorwacji. Pierwszy zjazd partii odbył się jesienią 2013. ORaH samodzielnie wystartował w wyborach europejskich w 2014, uzyskując 9,4% głosów i 1 mandat w Parlamencie Europejskim VIII kadencji. W wyniku wyborów w 2015 partia znalazła się poza parlamentem krajowym.